# 壽豐溪
壽豐溪，位於台灣東岸花蓮縣境內的溪流，為壽豐鄉與鳳林鎮的鄉鎮界河，花蓮溪的左股支流，又稱恰堪溪、知亞干溪、支亞干溪、知呀漢溪、知牙漢溪等漢字轉譯太魯閣語：。源頭來自中央山脈主脊中段，能高安東軍山列當中海拔3060公尺的光頭山（與此溪同名，稱「知亞干山」）。上游先有恰堪溪（知亞干溪、支亞干溪），再有清昌溪，兩溪匯入成壽豐溪。下游在溪口村兆豐農場東方處匯入花蓮溪。

## 流域
壽豐溪流域內有花蓮縣壽豐鄉的溪口村、樹湖村、豐裡村、豐坪村等四個村，灌溉面積約有1330公頃。支流有安來溪、大安溪、西林溪、清昌溪。今日的壽豐溪由於上游山區過度伐木及採白雲石礦，經常山崩造成泥沙淤積，暴雨時氾濫成災，被列為花蓮縣的災害河川之一。
恰堪溪上游中段，右岸的二子山東側山腳，有著名的野溪溫泉二子山溫泉，風景秀麗，全段多有溫泉露頭，過去越野車輛可沿溪床直接到達，現今須徒步數小時。再往上游數公里，恰堪溪和右股支流安來溪的溪水將中央山脈主脊白石山東伸的支稜從5公里處攔腰切斷，將山稜從溪底到山頂切割成三面高達1300公尺的高聳絕壁，是為針山。

## 歷史
溪名來自於此溪自左股流入花蓮溪離匯流口前約10公里附近的南岸聚落，意為弧形之凹地，漢字有「知亞干」、「支亞干」、「知亞甘」等轉譯，日治時又稱「平林」，舊稱「旁卡魯（Bunkul）」，今又稱「西林」。此溪盛產奇石，並曾出土史前的陶器碎片、石槽等考古文物。河階地上有1929年6月間由鹿野忠雄調查發現屬卑南文化著名的考古遺址支亞干遺址，有磨製、打製石器、陶器等遺物。後續的考古又發掘出圓形玉核、磨鋸石料、玉質工具、玉質裝飾品、玻璃珠、鐵器等相當豐富的出土遺物，為新石器時代全台唯一大型玉器製造加工場或台灣玉材料分散地，而且在台灣、東亞與東南亞都極為罕見。花蓮的豐田玉製作的玉器不僅遍布台灣全島考古遺址、甚至遠達菲律賓、越南、泰國的考古遺址。而支亞干考古遺址則是鄰近豐田玉礦脈露頭處最大的玉作坊考古遺址，顯示支亞干為四千多年前新石器時代玉器製造、跨海交通與交換體系的中心，期間持續三千年。
此溪轉譯的漢字「恰堪溪」及「知亞干溪」，在1956年官方《聯勤版五萬分一臺灣地形圖》（俗稱「老五萬」）將此溪的「恰」錯標而成「怡堪溪」，1980年代的《經建版地形圖》之後除了錯標成「怡堪溪」又將「干」錯標而成「知亞于溪」。

## 橋樑與隧道
- 溪口隧道（臺鐵臺東線）

## 參照
- 台灣河流列表
- 花蓮溪